# Wladimir Vogel
Wladimir Rudolfovitsj Vogel (Russisch: Владимир Рудольфович Фогель) (Moskou, 29 februari 1896 – Zürich, 19 juni 1984) was een Zwitserse componist, muziekpedagoog en pianist. Hij was een zoon uit Duits-Russische ouders.

## Levensloop
Aanvankelijk had Vogel in Moskou les van Alexander Skrjabin, totdat die in 1915 overleed. Tijdens de Eerste Wereldoorlog werd zijn familie in Rusland geïnterneerd. Na het einde van de oorlog vertrok Vogel in 1918 naar Berlijn, waar hij aan de Hochschule der Künste studeerde. Hij volgde onder meer compositielessen  bij Heinz Thiessen van 1919 tot 1921 en bij Ferruccio Busoni van 1921 tot 1924.
Aansluitend werkte hij als docent compositie aan het Klindworth-Scharwenka-Konservatorium in Berlijn. Omdat hij veel met de arbeiders-muziekbeweging werkte moest hij in 1933 uit Duitsland vluchten - hij behoorde tot de door het naziregime vervolgde componisten en vertrok naar Zwitserland. De Zwitserse vreemdelingenpolitie legde hem aanvankelijk een arbeidsverbod op en hij moest iedere drie maanden zijn verblijfsvergunning verlengen. Tijdens zijn reizen naar Straatsburg, Parijs, Barcelona, Londen en Brussel, waar hij uitvoeringen van zijn werken bijwoonde, moest hij terugkeren om de verlenging van zijn verblijfsvergunning aan te vragen. In 1954 werd hij Zwitsers staatsburger.
Vogel werkte als componist en muziekpedagoog, aanvankelijk in Ascona en Comologno en later in Zürich. Verder was hij regelmatig docent in Hermann Scherchens Sessions d’études musicales et dramatiques in Straatsburg. Tot zijn bekendste leerlingen behoren Einojuhani Rautavaara, Robert Suter, Rolf Liebermann, Jacques Wildberger, Erik Bergman, Maurice Karkoff, Tauno Marttinen en Andrée Rochat-Aeschlimann.
Het oeuvre van Vogel omvat alle genres, behalve toneelmuziek. Zijn belangstelling ging in de jaren vijftig in het bijzonder uit naar de dodecafonie. Hij wordt beschouwd als de schepper van het "Drama-Oratorio", een bijzondere vorm van het oratorium, dat gekenmerkt wordt door spreekstemmen en spreekkoren.

## Composities

### Werken voor orkest
- 1920-1921 Suite, voor strijkorkest en pauken, VWV 98
- 1922-1923 Sinfonischer Vorgang, voor groot orkest (verloren gegaan)
- 1925-1928 Sinfonia fugata, voor orkest, VWV 88
- 1930 Zwei Etüden, etudes voor orkest Nr. 1 en 2, VWV 25, 1-2 (opgedragen aan de Stad Koningsbergen)
- 1932 Rally, voor orkest, VWV 83
- 1932 Ostinato perpetuo, etude voor groot orkest Nr. 3, VWV 25, 3
- 1932 Ritmica ostinata (2e versie), etude voor groot orkest Nr. 4, VWV 25,4,
- 1934 Tripartita, voor orkest, VWV 111
- 1937-1945/1950 Suite de Thyl Claes, voor orkest, VWV 103
- 1937-1945/1959 3 Suites dal "Thyl Claes", voor orkest, VWV 104
- 1937 Concerto, voor viool en orkest, VWV 55
- 1945 Passacaglia aus "Thyl Claes", voor orkest, VWV 75
- 1949-1950 7 Aspekte einer Zwölftonreihe, voor orkest, VWV 11
- 1952 Spiegelungen, voor orkest, VWV 91
- 1953 Stretta, voor orkest, VWV 93
- 1954 Preludio - Interludio - Postludio, voor orkest, VWV 79
- 1955 Concert, voor cello en orkest, VWV 56
- 1962 Worte, voor 2 vrouwen-spreekstemmen en strijkers, VWV 124 - tekst: Hans Arp
- 1967 Hörformen 1-6, voor groot orkest, VWV 38
- 1967-1969 Hörformen 7-12, voor groot orkest, VWV 38
- 1969 Cantique en forme d'un canon à quatre voix, voor groot orkest, VWV 13
- 1972 Hörformen - "Aus der Einheit - die Vielfalt, in der Vielfalt - die Einheit", voor piano en strijkorkest, VWV 37
- 1973 Abschied, voor strijkorkest, VWV 1
- 1974 Meloformen, voor strijkorkest, VWV 66
- 1976 In Signum "IM", voor orkest, VWV 43
- 1976 Komposition, voor kamerorkest, VWV 53
- 1977 Verstrebungen - Musik in konkreten Gestalten, voor orkest, VWV 120
- 1980 Zusammenspiel, voor orkest, VWV 126
- 1980 Pezzo Sinfonico, voor orkest, VWV 77
- 1980 Konzertante Musik, voor strijktrio en strijkorkest, VWV 57
- 1981 Reigen, voor kamerorkest, VWV 84
- 1981 Humoreske - "Verschmelzung von Schwermut und Witz" (Jean Paul) - parafrasen over twee thema's van Pjotr Iljitsj Tsjaikovski en de "Manchega", voor orkest, VWV 41
- 1983 Kontraste, voor orkest, VWV 54

### Werken voor harmonieorkest
- 1932 Ritmica ostinata (1e versie) - "Sturmmarsch", voor harmonieorkest, VWV 25,4,

### Oratoria, cantates
- 1930 Wagadus Untergang durch die Eitelkeit, 1e versie, voor sopraan, alt, bas, gemengd koor en vijf saxofoons, VWV 122, uit het heldenboek "Dausi" van het Berbervolk der Kabylen, uitgever: Leo Frobenius
- 1931 Wagadus Untergang durch die Eitelkeit, 2e versie, verhalen van tamboeren uit Sahel, voor sopraan, alt, bas-bariton, gemengd koor, spreekkoor en vijf saxofoons, VWV 122, uit het heldenboek "Dausi" van het Berbervolk der Kabylen, uitgever: Leo Frobenius
- 1937 Thyl Claes, Fils de Kolldraeger, deel 1: Unterdrückung (1e versie), episch oratorium voor sopraan, spreker, 2 spreekkoren en orkest, VWV 100 - naar de tekst uit de legende "Thyl Ulenspiegel" van Charles de Coster
- 1937-1942 Thyl Claes, Fils de Kolldraeger, deel 1: Unterdrückung (2e versie), episch oratorium voor sopraan, spreker, 2 spreekkoren en orkest, VWV 100 - naar de tekst uit de legende "Thyl Ulenspiegel" van Charles de Coster
- 1942-1944 Thyl Claes: zes fragmenten uit deel 1, voor sopraan, spreekstem en orkest, VWV 101
- 1945 Thyl Claes, Fils de Koldraeger, deel 2: Befreiung, episch oratorium voor sopraan, spreker, 2 spreekkoren en orkest, VWV 100 - naar de tekst uit de legende "Thyl Ulenspiegel" van Charles de Coster
- 1955 Antigonae, incidentele muziek voor spreekkoren en slagwerk, VWV 8 - tekst: Sophocles, Friedrich Hölderlin
- 1956 Eine Gotthard-Kantate, cantate voor bariton en strijkers, VWV 33 - tekst: Friedrich Hölderlin
- 1958 Jona ging doch nach Ninive, voor bariton, spreekkoor, gemengd koor en orkest, VWV 46 - tekst: uit het Boek van de 12, vertaling: Martin Buber
- 1959 Das Lied von der Glocke, voor solo-spreker en dubbel-spreekkoor, VWV 59 - tekst: Friedrich von Schiller
- 1960 Meditazione sulla Maschera di Amedeo Modigliani, cantate voor sopraan, alt, tenor, bas, recitant, gemengd koor en orkest, VWV 65
- 1964 Flucht, voor 4 spreekstemmen, 4 zangstemmen, spreekkoor en orkest, VWV 29 - tekst: Christian Morgenstern, Robert Walser
- 1965 Mondträume, parafrasen na dichtmaten uit "Mondsand" van Hans Arp voor spreekkoor a capella, VWV 68
- 1971 Losungen aus dem Manifest von Herbert Meier, recitatieven voor 4 tot 8-stemmig gemengd kamerkoor en contrabas, VWV 63, 1e versie
- 1971 Losungen aus dem Manifest von Herbert Meier, voor gemengd spreekkoor, VWV 63, 2e versie
- 1971 Gli Spaziali, voor spreker, sopraan, alt, tenor, bariton, bas en groot orkest, VWV 90 - tekst: Leonardo da Vinci, Jules Verne, Herbert Meier
- 1980 Rose - Assonancen nach Worten des kleinen Nathan, voor spreekstem, viool en piano, VWV 85
- 1980 Friede, moritat voor bariton, 2 trompetten, 2 trombones en strijkorkest, VWV 30 - tekst: Wladimir Vogel
- 1983 Das Verhör - Jeschua vor Pilatus, voor 2 sprekers en strijkkwartet - een radio-hoor-stuk van Michail Afanasjevitsj Bulgakov, VWV 117
- 1983 Hommage à Alex Sadkowsky, voor gemengd spreekkoor, VWV 39 - tekst: Wladimir Vogel

### Werken voor koren
- 1931 Jungpionierschritt - "Links., links. den Kurs!", voor unisono koor en slagwerk, VWV 47
- 1932 Sturmbezirk, voor unisono koor, twee trompetten, drie trombones, tuba en slagwerk, VWV 96
- 1939/1968 Madrigaux, voor gemengd koor a capella, VWV 64 - d'après les Poëmes et sur une série de 12-sons (non-transposée) de Aline Valangin
- 1954 An die Jugend der Welt, voor gemengd koor en orkest, VWV 6
- 1962 An die akademische Jugend, voor gemengd koor, vier hoorns, drie trompetten en twee trombones, VWV 5
- 1969 Aforismi e Pensieri di Leonardo da Vinci, voor gemengd koor a capella

### Vocale muziek
- 1913 Ne vidno lazurnago neba (Man sieht nicht den tiefblauen Himmel), voor mezzosopraan en piano, VWV 73, op. 2 Nr. 2 - tekst: Evgenija Kal'meer
- 1913/1968 Ne vidno lazurnago neba (Man sieht nicht den tiefblauen Himmel), 2e versie, voor mezzosopraan en piano, VWV 73, op. 2 Nr. 2
- 1920 Die Bekehrte, voor zangstem en piano, VWV 12 - tekst: Johann Wolfgang von Goethe
- 1922 Drei Sprechlieder nach August Stramms Dichtungen, voor bas en piano, VWV 92
- 1930 Der heimliche Aufmarsch gegen die Sowjetunion, voor spreekstem, unisono koor en piano, VWV 35 - tekst: Erich Weinert
- 1941 Tre liriche, voor bas en piano, VWV 62 - tekst: Francesco Chiesa
- 1947 In memoriam - deux Sonnets de Roger Vuataz, voor contalto, alt, harp en timbales, VWV 42
- 1952 Dal quaderno di Francine settenne, voor sopraan, dwarsfluit en piano, VWV 18 - tekst: Francine Rosenbaum
- 1953 Gewissheit, VWV 31 - tekst: Carmen Hagmann
- 1953-1954 Goethe-Aphorismen, voor sopraan en strijkers, VWV 32 - tekst: Johann Wolfgang von Goethe
- 1954 Arpiade, voor sopraan, spreekkoor, dwarsfluit, klarinet, altviool, cello en contrabas, VWV 10
- 1956 Lieder, voor mezzosopraan en piano, VWV 60, (1e versie)
- 1956 Schritte, voor mezzosopraan en orkest, VWV 60, (2e versie)
- 1958 Alla Memoria di Giovanni Battista Pergolesi, voor tenor en strijkers, VWV 4 - tekst: Brezzo
- 1965 5 Lieder nach Texten von Nelly Sachs, voor zangstem en strijktrio, VWV 61 (1e versie)
- 1965-1966 5 Lieder nach Texten von Nelly Sachs, voor diepe altstem en strijktrio, VWV 61 (2e versie)
- 1984 Rückkehr und Folge, voor sopraan, dwarsfluit, viool en cello, VWV 86 - tekst: Aline Valangin

### Kamermuziek
- 1934 Devise / Parole / Losung, voor twee trompetten, drie trombones en tuba, VWV 19
- 1940 12 Variétudes sur une série de 12-tons non transposée, voor viool, dwarsfluit, klarinet en cello, VWV 116
- 1941 Ticinella, voor dwarsfluit, hobo, klarinet, fagot en saxofoon, VWV 105
- 1947 Für Carmen und Diego Hagmann, voor strijkkwartet
- 1956 Aria, voor cello en piano, VWV 9
- 1958-1959 Turmmusik I-IV, voor 3 trompetten in C, 4 hoornen in F en 2 trombones, VWV 112
- 1965 Inspiré par Jean Arp, voor dwarsfluit, klarinet, viool en cello, VWV 44
- 1973 Analogien - Hörformen, voor strijkkwartet, VWV 7
- 1974 Poème à Antonio Janigro, voor cello solo, VWV 78
- 1974 Hörformen, voor dwarsfluit, hobo, klarinet en fagot, VWV 36
- 1974 Monophonie - Drei obstinate Töne, voor viool solo, VWV 69
- 1975 Hommage, voor strijkers in willekeurige bezetting na een 6-toon-volg van Hermann Jöhr, VWV 40
- 1975 Terzett, voor dwarsfluit (ook: picollo), klarinet en fagot, VWV 99
- 1975 Musik, voor 4 houtblazers (dwarsfluit, hobo, klarinet en fagot) en strijkers-ensemble, VWV 71
- 1976 Graphique, voor viool, altviool en cello, VWV 34
- 1976 Kwintet, voor cello, dwarsfluit, hobo, klarinet en fagot, VWV 82
- 1978 Variationen über Tritonus und Septime, voor strijkers in willekeurige bezetting, VWV 114
- 1978 Erstrebungen, voor 4 violen, 2 altviolen, 2 cello's, 2 dwarsfluiten en klarinet
- 1978 Verso - Inverso, voor strijkers en slagwerk, VWV 119
- 1978 Per otto strumentisti, voor 2 dwarsfluiten, klarinet, 2 violen, altviool en 2 cello's, VWV 76
- 1978 Sonances, voor dwarsfluit, hobo, klarinet, fagot, 2 violen, altviool en cello, VWV 89
- 1979 Kleine Hörformen, voor dwarsfluit en piano, VWV 50
- 1979 Concertino, voor dwarsfluit en strijkkwartet, VWV 15
- 1979 Kleine Hörformen, voor altviool en piano, VWV 51
- 1980 Evocation - Hommage à Marc Chagall, voor twee trompetten en twee trombones, VWV 27
- 1980 Contemplazione tra Allegrezza - Diverso in medesimo, voor dwarsfluit, hobo, klarinet en fagot, VWV 16
- 1981 Kwintet, voor dwarsfluit, klarinet en strijktrio, VWV 81
- 1982 Trio, voor klarinetten, VWV 108
- 1982 Trio, voor hobo, klarinet en fagot, VWV 109
- 1983 Klangexpressionen, voor strijkkwartet (naar de muziek tot het radio-hoor-stuk "De ondervraging" van Michail Afanasjevitsj Bulgakov), VWV 48
- 1983 Colori e movimenti, voor strijkkwintet

### Werken voor piano
- 1917-1921 Nature vivante, zes expressionistische stukken voor piano, VWV 72
- 1919 Trépak - Rondo in G, voor piano, VWV 107
- 1921 Einsames, Getröpfel und Gewuschel, voor piano, VWV 21, op. 7 Nr. 2
- 1921 Micro-Suite, 1e versie, VWV 67
- 1921 Micro-Suite, 2e versie, VWV 67
- 1921-1947/1968 Dai tempi più remoti, drie stukken voor piano, VWV 17
- 1923 Komposition für ein und zwei Klaviere, 1e versie, VWV 52
- 1923 Komposition für ein und zwei Klaviere, 2e versie, VWV 52
- 1926 Etude-Toccata, VWV 26
- 1927 Zwei Studien zum gleichzeitigen Spiel auf weissen und schwarzen Tasten, VWV 95
- 1927 Lento lirico, VWV 58
- 1927-1982 Lyrische Miniaturen, voor piano
- 1932 Variétude - Chaconne, VWV 115
- 1933 Ein wenig klagend, VWV 20
- 1936 Epitaphium sopra Alban Berg, VWV 23
- 1936 Musette, 1e versie, VWV 70
- 1938 Passac'aglina pour la St. Alina
- 1953 Goethe-Aphorismen, VWV 32
- 1972 Klaviereigene Interpretationsstudie einer variierten Zwölftonfolge, VWV 49, 1e versie
- 1972 Klaviereigene Interpretationsstudie einer variierten Zwölftonfolge, VWV 49, 2e versie
- 1973 4 Versionen einer Zwölftonfolge, VWV 118
- 1978 Russische Glocken - 12-Töniger "Carillon", voor piano, VWV 87
- 1980 Intervalle, VWV 45
- 1980 Varianten, VWV 113

### Werken voor gitaar
- 1936 Musette, 2e versie, VWV 70

### Filmmuziek
- 1965 Weisser Werktag, VWV 123 - documentaire over Hans Arp